# Echinaster callosus
Étoile de mer verruqueuse
Espèce
L’étoile verruqueuse (Echinaster callosus) est une espèce d'étoiles de mer (Asteroidea) de la famille des Echinasteridae.

## Description
C'est une étoile régulière, constituée d'un disque central assez réduit autour duquel rayonnent 5 longs bras, de section hémicylindrique. Elle peut mesurer jusqu'à 26 cm à l'âge adulte. Cette étoile est immédiatement reconnaissable aux grosses callosités irrégulières, blanches, roses ou violettes et arrondies qui recouvrent son corps. La couleur du corps alterne entre l'orangé, le rose et le violet, et peut présenter des bandes, tout comme l'organisation des callosités. Vu de plus près, le tégument présente aussi de nombreux petits pédicellaires verts.
La face orale (inférieure, côté bouche) est entièrement blanche, et chaque bras y est pourvu d'une gouttière ciliée, qui lui servent à se déplacer et à faire circuler la nourriture. Au bout de chaque bras se trouve un œil minuscule, ainsi que des bouquets de ventouses.

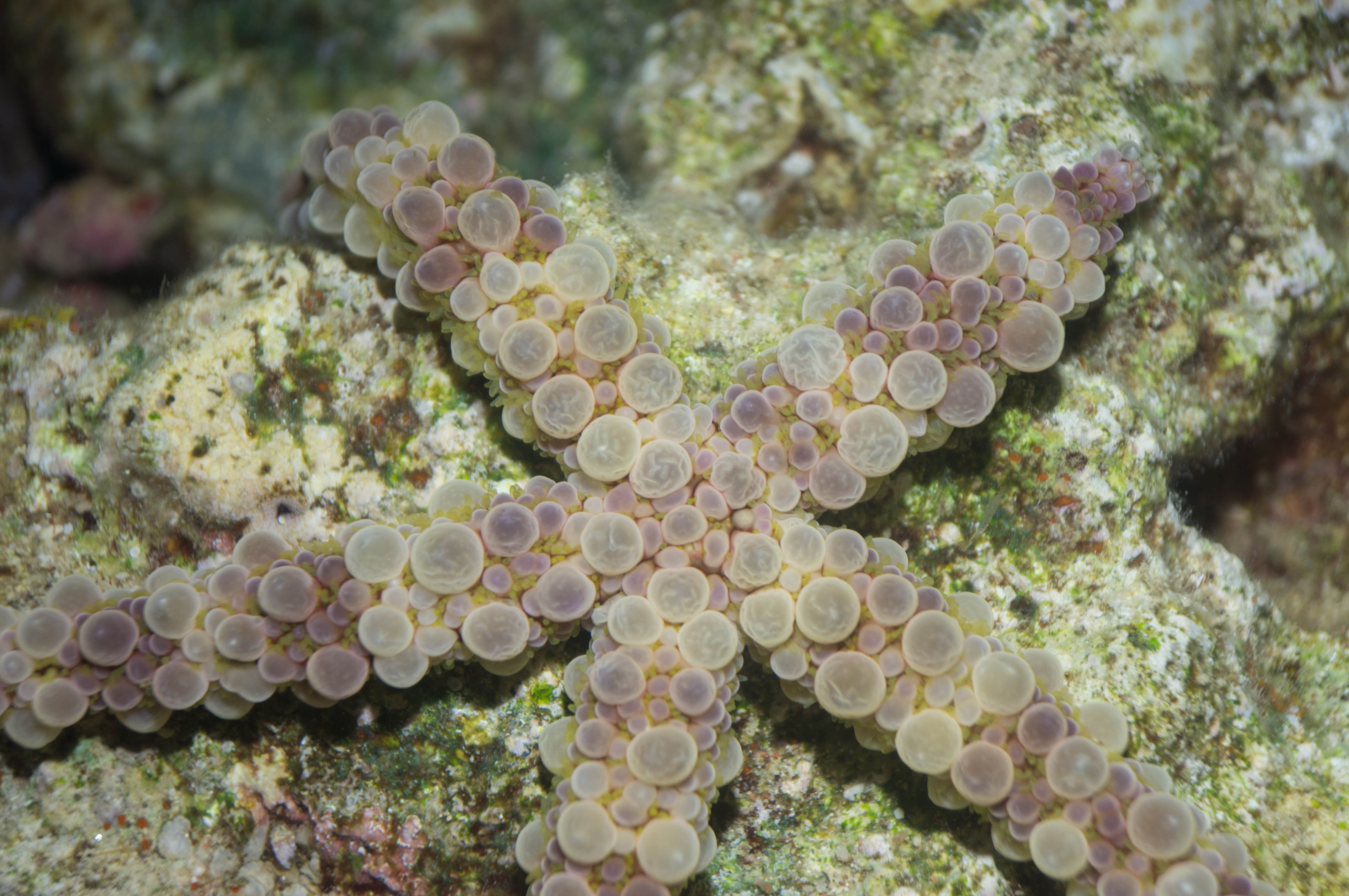
Gros plan.

Ces étoiles sont parfois confondues avec celles des genres Gomophia ou Nardoa, qui ont de gros piquants ronds. Cependant, ceux-ci ne sont jamais aussi irréguliers que les callosités d'Echinaster callosus, et ne se touchent pas.

## Répartition et habitat
On trouve Echinaster callosus en Mer Rouge, ainsi que dans l'océan Indien tropical et le Pacifique occidental jusqu'en Micronésie, et du Japon à la Nouvelle-Calédonie.
Elle vit entre 5 et une 14 mètres de profondeur (parfois jusqu'à 30 m), sur une large gamme de fonds. Elle est relativement rare, et nocturne.

## Écologie et comportement
Cette étoile possède un régime alimentaire varié : volontiers détritivore voire nécrophage, elle se nourrit des particules organiques qu'elle trouve sur le fond et le long des parois, et à l'occasion de petite invertébrés sessiles (éponges, vers, mollusques...). Elle utilise les gouttières ciliées sous ses bras pour acheminer la nourriture à sa bouche.